# 宪行天下
宪行天下，即中国宪法行政法法律网，是一家位于中国重庆的公法网站，以理论法学为主题，由西南政法大学行政法学院教授谭宗泽、王学辉联合创办的非官方性质学术网站，由西南政法大学人大制度与宪政研究中心运营。
宪行天下网创建于2003年7月20日，基于对中国宪政的思考和对行政法和宪法问题研究以及给宪法、行政法研究者提供一个自由的学术空间和思想交流平台。该网站试图推动“真正的宪政行于天下”。
宪行天下栏目包括“理论研究”、“案例讨论”、“宪行天下论坛”、“国外公法关注”以及“凡人凡语评论”等，该网站域名为「www.cncasky.com」，目前已无法访问。

## 外部連結
- （憲行天下網，存于）